# اکنهیم
اکنهیم (به فرانسوی: Achenheim) یک کمون در فرانسه است که در Canton of Mundolsheim واقع شده‌است.

## خصوصیات
اکنهیم ۶٫۰۳ کیلومترمربع مساحت و ۲٬۲۳۰ نفر جمعیت دارد و ۱۶۷ متر بالاتر از سطح دریا واقع شده‌است.